# Collet de Pujaminyons
El collet de Pujaminyons és una collada del terme municipal de Pinell de Solsonès, a la comarca del Solsonès.
Està situada a 765,6 m. d'altitud, al peu del vessant de ponent del serrat del Casalot. Hi passa el camí que va de Sant Climenç a la masia de Xerpell de la Costa. Pràcticament a dalt la collada en surt un altre camí (cap al sud-oest) que mena cap a la masia de la Rovira.